# Beer Barrel Polka
 (avril 2021).
Si vous disposez d'ouvrages ou d'articles de référence ou si vous connaissez des sites web de qualité traitant du thème abordé ici, merci de compléter l'article en donnant les références utiles à sa vérifiabilité et en les liant à la section « Notes et références ».
Pour les articles homonymes, voir Polka.
Clip vidéo
« 30 ans de l'Orchestre de Paris - Beer Barrel Polka », sur www.ina.fr (consulté en février 2021)
[vidéo] « Will Glahé - Beer barrel polka (1939) », sur YouTube
[vidéo] « The Andrews Sisters - Beer Barrel Polka - Roll Out The Barrel - (1956) », sur YouTube
[vidéo] « The Andrews Sisters - Here Comes the Navy (1942) », sur YouTube
Beer Barrel Polka ou The Barrel Polka ou Roll Out the Barrel ou Here Comes the Navy (la polka du tonneau de bière, en anglais, Deer Barrel Polka, en allemand) est une polka de bal musette tchécoslovaque, composée en 1927 par Jaromír Vejvoda (en), enregistrée en particulier en disque 78 tours en 1934 et 1939 par l’accordéoniste allemand et son orchestre Will Glahé (en). Sa reprise américaine du 3 mai 1939 par The Andrews Sisters (les sœurs Andrews) sous le titre Here Comes the Navy en fait un standard de jazz international, au sommet des charts allemands et américains de la Seconde Guerre mondiale.

## Histoire
La première version musicale de cette polka populaire de bal musette traditionnel germanique est composée par les compositeurs et arrangeurs tchécoslovaques Jaromír Vejvoda (en) et Eduard Ingris (en), sous le nom de « Modřanská polka » (actuel quartier de Prague en Tchécoslovaquie). Le parolier Václav Zeman ajoute des paroles en 1934, sous le titre Škoda lásky (Wasted Love, amour perdu). 

### Allemagne
Elle devient célèbre en Allemagne et dans les pays germaniques (dans les fêtes de la bière) en particulier avec les enregistrements de 1934 et 1939 de l'accordéoniste allemand Will Glahé (en), vendus à plus d'un million d'exemplaires, au sommet des charts allemands de la Seconde Guerre mondiale, après la chanson d'amour allemande emblématique Lili Marleen de 1939. 

### États-Unis
Sa reprise et adaptation américaine des The Andrews Sisters, du 3 mai 1939, en version jazz vocal close harmony Beer Barrel Polka et Here Comes the Navy, en font un des hymnes non officiel de la marine américaine pendant la Seconde Guerre mondiale, et un des standard de jazz international des big band jazz américain de la Seconde Guerre Mondiale (avec entre autres Boogie Woogie Bugle Boy, Rum and Coca-Cola, Joseph Joseph, Don't Sit Under the Apple Tree, ou In the Mood...) reprises après-guerre entre autres par Liberace...

### En français
En 1975, la chanteuse belge Annie Cordy reprend la chanson en francais, sous le titre Frida oum papa.
Le refrain « ce soir on vous met le feu » du titre Le feu (sorti en 1994) du groupe de rap IAM reprend la mélodie de cette polka.

## Au cinéma
- 1939 : Un jour au cirque, d'Edward Buzzell, avec les Marx Brothers[5]
- 1941 : L'Homme de la rue, de Frank Capra, avec Gary Cooper
- 1946 : Les Plus Belles Années de notre vie, de William Wyler
- 1946 : Une nuit à Casablanca, d'Archie Mayo, avec les Marx Brothers
- 1949 : Mort d'un commis voyageur, d'Arthur Miller
- 1953 : Tant qu’il y aura des hommes, de Fred Zinnemann, joué au piano par Fatso le sergent-chef interprété par Ernest Borgnine
- 1962 : Le Jour le plus long, de Ken Annakin, avec John Wayne, Robert Mitchum, Richard Burton, et Henry Fonda.